# Antikkens Karthago
 Der er for få eller ingen kildehenvisninger i denne artikel, hvilket er et problem. Du kan hjælpe ved at angive troværdige kilder til de påstande, som fremføres i artiklen.

Antikkens Karthago var oprindeligt en koloniby grundlagt i Nordafrika af handelsfarende fønikere fra byen Tyrus, men blev senere en uafhængig bystat. Byen, Karthago, blev grundlagt i 814 f.Kr. i det nuværende Tunesien tæt på landets nuværende hovedstad Tunis. I det 4. århundrede f.Kr. var bystaten centrum i Det Karthagiske Rige, som dominerede meget af antikkens vestlige middelhav. Byen Karthago blev i forbindelse med den tredje puniske krig i 146 f.Kr. udslettet af Rom. Rom genopbygget efterfølgende byen og indlemmede den i den romerske provins Africa.
Karthago var en af antikkens rigeste og største byer, og byens strategiske beliggenhed på en halvø i Tunis Bugt på en landtange gjorde byen let af forsvare. Karthago havde også adgang til store mængder fertilt land, naturlige ressourcer og så lå byen midt i mange vigtige søhandelsruter. Desuden lå byen ved middelhavets smalleste passage mellem Afrika og Sicilien.
Efter Karthagos uafhængighed fra bystaten Tyrus i ca. år 650 f.Kr. voksede byens magt og indflydelse, og bystaten blev gradvist større. Ved år 300 f.Kr. kontrollerede Karthago et af de største territorier i regionen, inklusiv store dele af den Nordafrikanske kyst, Iberia, Sicilien, Sardinien, Korsika, Malta m.m. Dette gjorde Karthago igennem et stort netværk af kolonier, vasalstater og satellitstater.
Som en dominerende magt i middelhavet, kom Karthago uundgåeligt i konflikter med andre magter. Fra de indfødte Berbere til Sicilianske grækere. Karthagos største konflikt var dog dets krige mod den romerske republik, igennem en serie af krige kendt som De Puniske krige, som til sidst kulminerede i Karthagos totale udslettelse i år 146 f.Kr.

## Historie

### Grundlæggelse
Karthago blev grundlagt i ca. år 814 f.Kr. af handelsfarende fønikere fra bystaten Tyrus, og var i starten en koloni direkte styret fra Tyrus. Karthago skulle være mellemstation mellem Fønikien og Iberia, og lå midt på mange vigtige fønikiskehandelsruter. Den fønikiske kultur og sprog kom til at spille en stor rolle for Karthago og dets udvikling.
Byens første år var præget af et opgør mellem de maritime og landsbesiddende familier. De maritime handelsfamilier stod for regeringen, og gennem det 6. århundrede f.Kr. begyndte Karthago at øge sin dominans over det vestlige Middelhav. Handelsmænd og opdagelsesrejsende bragte øget velstand og magt til bystaten.

### Uafhængighed fra Tyrus
Moderbyen Tyrus som hidtil havde kontrolleret Karthago begyndte at falde i magt og indflydelse, mens Karthago blev rigere og rigere af de profitable søhandelsruter. I ca. år 650 f.Kr. løsrev Karthago sig fra Tyrus og blev nu en af de dominerende fønikiske magter. Efter denne løsrivelse begyndte Karthagos magt og indflydelse for alvor at vokse.
Under lederen Malchus begyndte byen en systematisk erobring af både det indre Afrika og kystområderne. Byen erobrede de gamle fønikiske kolonier og de libyske stammeområder. Derfra spredte den sin magt og kontrol til Egypten. Endvidere Sardinien, Malta og den vestlige del af Sicilien. Der var også oprettet kolonier i Iberia.
Ved år 300 f.Kr. kontrollerede Karthago et af de største territorier i regionen, inklusiv store dele af den Nordafrikanske kyst, Iberia, Sicilien, Sardinien, Korsika, Malta m.m. Dette gjorde Karthago igennem et stort netværk af kolonier, vasalstater og satellitstater. Og nu dominerede Karthago det vestlige middelhav og var en af de rigeste og mest indflydelsesrige magter i og omkring middelhavet.

### De Puniske Krige og Karthagos ødelæggelse
Hovedartikel: Puniske krige
Den romerske republiks øgede magt i middelhavet og på den Italienske Halvø førte til stridigheder mellem Rom og Karthago. Det førte til de puniske krige. Krigene blev udkæmpet i 200- til 300-tallet f.Kr. og endte med Karthagos nederlag og totale udslettelse. I begyndelsen af den tredje puniske krig (149-146 f.Kr.) udtalte Cato den Ældre sin kendte sætning: "I øvrigt mener jeg, Karthago bør ødelægges".
Efter en lang belejring af Karthago under den tredje puniske krig blev byen ødelagt, og store frugtbare områder blev lagt øde, da de blev oversvømmet af havvand. Herefter blev Karthagos territorier indlemmet i Romerriget som provinsen Africa.
Karthago blev senere igen koloniseret af romerne på samme beliggenhed. Denne gang hed kolonien 'Colonia Concordia Julia Carthago' og blev grundlagt i år 29 f.v.t af den romerske kejser Augustus. Karthago blev igen en yderst vigtig by og blev hurtigt provinshovedstad i den romerske provins Africa og en af de største og vigtigste byer i det vestlige romerrige.
Der er stadig ruiner af det antikke Karthago som i dag er med på Unescos Verdensarvsliste.